# Рulsni oksimetаr
Pulsni oksimetаr (eng. pulse oximeter) je medicinski uređaj koji mjeri neinvazivnu razinu zasićenosti kisikom kapilarne krvi.
Modernu verziju pulsnog oksimetra je razvio Takuo Aoyagi 1974. za japansku tvrtku Nihon Kohden.

## Princip rada
Pulsni oksimetаr je praktičan neinvazivni mjerni uređaj koji pokazuje postotak krvi koja sadrži kisik. Točnije, pokazuje postotak arterijskog hemoglobina u sastavu oksihemoglobina (krvnog proteina koji nosi kisik). Tipično prihvatljivi rasponi za pacijente bez plućnih bolesti su između 95 i 99 posto.
Tipični pulsni oksimetar koristi mikroprocesor s parom malih svjetlićih dioda (LED) fokusiranih na fotodiodu koja šalje impulse. Оbično, uređaj se primjenjuje u području s površnom cirkulacijom, kao što je prst ruke ili ušna školjka. Jedna LED dioda ima valnu duljinu od 660 nm (crvena), a druga valnu duljinu od 940 nm (infracrvena).
Apsorpcija svjetlosti na ovim valnim duljinama značajno se razlikuje za krv zasićenu kisikom i krv osiromašenu kisikom:
- Oksidirani hemoglobin apsorbira više infracrvenog zračenja i prenosi više crvenog svjetla - 940 nm.
- Deoksigenirani hemoglobin apsorbira više crvenog svjetla i prenosi više infracrvenog zračenja - 660 nm.

## Ograničenja
- Pulsni oksimetar ne dopušta vam da utvrdite koja je molekula povezana s hemoglobinom, pa se ne smije koristiti u slučaju trovanja ugljičnim monoksidom;[5]
- Na točnost mjerenja uređaja utječu hipotenzija, niska tjelesna temperatura, tjelesna aktivnost;[6]
- Metilensko plavo u krvi može iskriviti rezultate, snižavajući vrijednosti;[7]
- Crni, plavi i zeleni lak za nokte utječe na duljinu vala uređaja.[8]